# زولتستال
زولتستال (به آلمانی: Sulzthal) یک منطقهٔ مسکونی در آلمان است که در Bad Kissingen واقع شده‌است. زولتستال ۹۴۰ نفر جمعیت دارد.